# Văn Tân (nhà sử học)
Văn Tân (1913-1988) là một Giáo sư, thuộc lớp những nhà sử học đầu tiên ở Việt Nam. Ông cũng có nhiều công trình nghiên cứu giá trị về văn học và từ điển học.

## Tiểu sử
GS. Văn Tân sinh ngày 1 tháng 9 năm 1913 tại làng Kim Hoàng, xã Vân Canh, huyện Hoài Đức, Hà Nội. Tên khai sinh là Trần Đức Sắc và có các bút danh: Văn Tân, Văn Giang, Cựu Kim Sơn, Dương Minh, S.T, Duy Minh, D.M. 
Năm 1937, ông tham gia làm báo Tin tức sau đó bị địch bắt đày đi nhà tù Sơn La 10 năm. Tại đây năm 1941, ông tiếp tục làm báo Suối reo. Giai đoạn 1952-1955, ông giảng dạy ở khu học xá trung ương tại Trung Quốc, rồi về công tác tại Ban nghiên cứu Văn học, Lịch sử, Địa lý; sau đổi tên là Viện sử học. Từ năm 1961-1976, ông là Thư ký tòa soạn tạp chí Nghiên cứu lịch sử. 

## Đánh giá
GS. Văn Tân được đánh giá là người uyên bác. Ông giỏi Hán Nôm và biên soạn các cuốn từ điển giá trị, đồng thời là chủ Tổ phiên dịch cho các nhà cổ sử của Viện sử học. Ông cũng đề xuất những nhìn nhận tích cực về cải cách của Hồ Quý Ly, và đặc biệt dành nhiều tâm huyết cho các nghiên cứu về nhà Tây Sơn. Cụm công trình Cách mạng Tây Sơn và Nguyễn Huệ - Con người và sự nghiệp của ông được tặng Giải thưởng Nhà nước năm 2000.

## Tác phẩm

### Sách sử
- Cách mạng Tây Sơn (NXB Văn Sử Địa 1958)
- Lịch sử Việt Nam sơ giản (NXB Sử học 1963)
- Thời đại Hùng Vương (NXB Khoa học Xã hội 1973)
- Lịch sử ngoại giao Việt Nam - Trung Quốc từ khởi thủy đến cuối thế kỷ XVIII (NXB Chính trị quốc gia Sự thật, tái bản 2018).[4]

### Sách văn
- Sơ thảo lịch sử văn học Việt Nam (NXB Văn Sử Địa 1957-1960)
- Tiếng cười Việt Nam (NXB Văn Sử Địa 1957)
- Văn học trào phúng Việt Nam (NXB Văn Sử Địa 1958)
- Nguyễn Khuyến (NXB Văn Sử Địa 1959)
- Lịch sử văn học Việt Nam sơ giản (NXB Khoa học 1963)

### Từ điển
- Từ điển Trung - Việt (NXB Sự thật, 1956)
- Từ điển tiếng Việt (NXB Khoa học xã hội 1967)